# Posicionament de marca

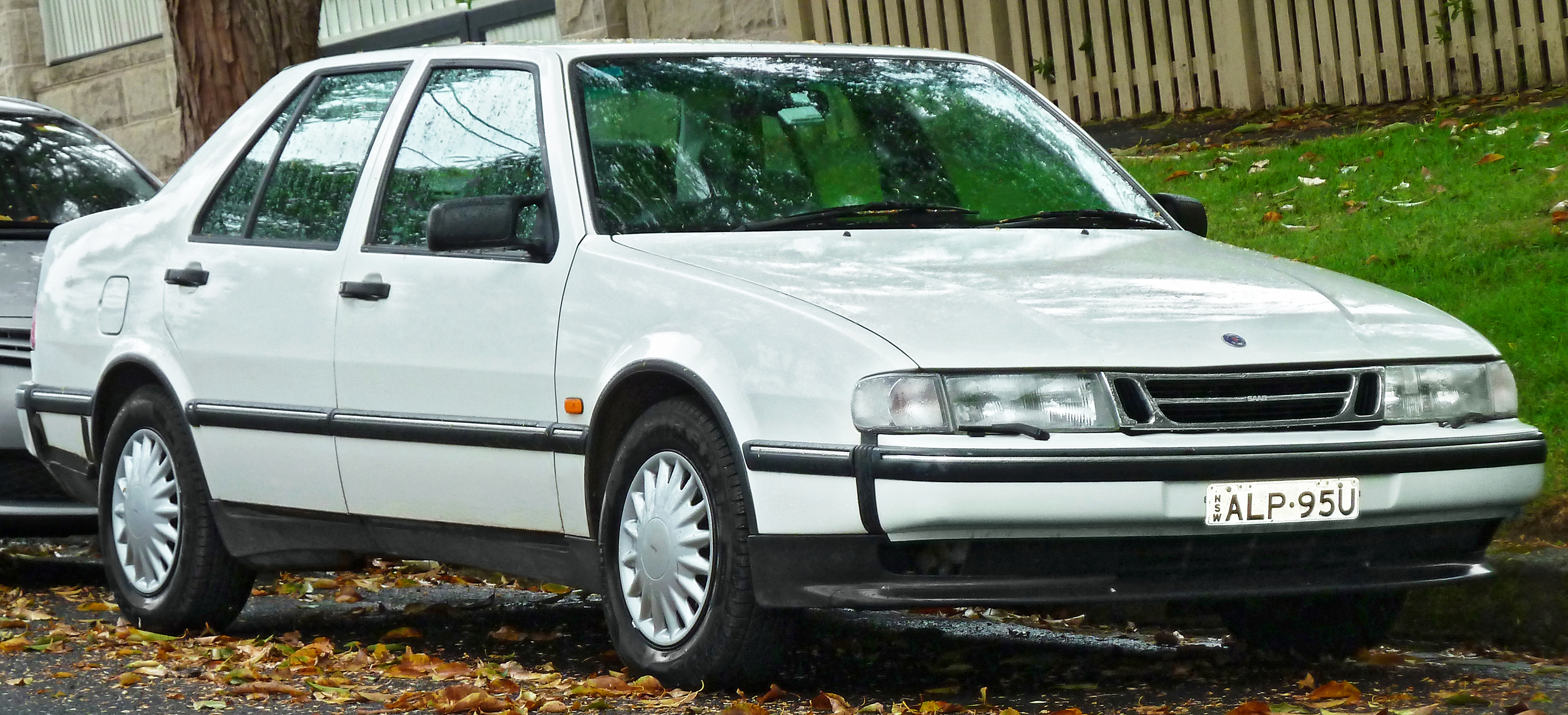
El 1961, Ogilvy va posicionar el Saab com el cotxe per a l'hivern europeu

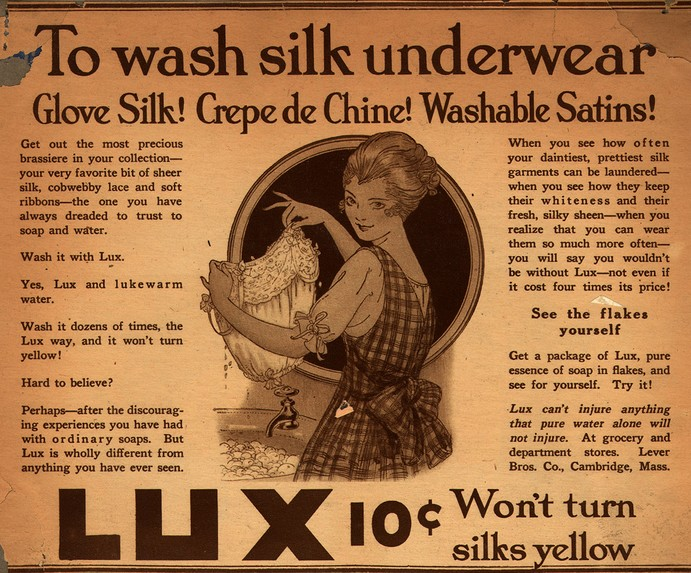
Lux, anunci imprès (1916) va posicionar el sabó com un producte suau per rentar roba delicada

El posicionament de marca és el "lloc" que ocupa una marca determinada en la ment del consumidor. Aquesta és la principal diferència entre una marca i la seva competència.

## Posicionament
La paraula posicionament va ser creada el 1969 per Jack Trout en el seu escrit : Trout, J., "Posicionamient" és el joc que utilitza la gent en l'actual mercat d'imitació o de jo-també", Industrial Marketing, Vol.54, No.6, (June 1969), pp.51-55. En el màrqueting s'evita per tots els mitjans que el posicionament esdevingui sense la planificació adequada, per aquest motiu s'utilitzen tènciques consistents en la investigació, la planificació i la comunicació de missatges directes i subjectius per a la construcció de la imatge i la identitat desitjada per la marca. També podem sentir a parlar de reposicionament. Consisteix a canviar la posició que el producte o servei té en la ment del consumidor. Les estratègies de posicionament es basen a adoptar per part del producte/servei un tret diferencial. Els posicionaments més habituals són:
- posicionament basat en una característica determinada del producte
- posicionament basat en solucions, beneficis o necessitats específiques
- posicionament en una categoria determinada[6]
- posicionament en moments d'ús específics
- posicionament contra un altre producte
- posicionament per disseny
- posicionament per preu
- posicionament per franja d'edat

## Passos del procés de posicionament
Un procés de posicionament d'una marca pot comprendre els següents passos: 
1. Identificar els atributs que defineixen el producte/servei.
2. Conèixer el sector i el mercat del producte/servei.
3. Identificar la competència i determinar quin posicionament té en la ment dels consumidors i quin posicionament vol tenir.
4. Conèixer els diferents públics per identificar quins són els atributs més rellevants segons els consumidors actuals i potencials d'aquest producte/servei.
5. Identificar "espais" buits en la ment del consumidor on posicionar el nostre producte/servei.
6. Escollir el posicionament més adequat.